# Madagaskargrasvogel
De madagaskargrasvogel (Bradypterus seebohmi synoniem: Amphilais seebohmi) is een zangvogel uit de familie Locustellidae. Deze vogel is genoemd naar de Britse industrieel en ornitholoog Henry Seebohm.

## Verspreiding en leefgebied
Deze soort is endemisch in oostelijk Madagaskar.

## Status
De grootte van de populatie is niet gekwantificeerd maar de soort wordt omschreven als schaars. Op de Rode lijst van de IUCN heeft deze soort de status niet bedreigd.